# Stanisław Dunin Sulgostowski
Stanisław Dunin Sulgostowski herbu Łabędź – pisarz ziemski sandomierski w latach 1645–1651.
Poseł na sejm 1649/1650 roku, poseł na sejm zwyczajny 1652 roku.
W 1648 roku był elektorem Jana II Kazimierza Wazy z województwa sandomierskiego.